# Andrii Iarmolenko
Andrii Mîkolaiovîci Iarmolenko (pronunțat: Iarmólenko; în ucraineană: Андрій Миколайович Ярмоленко; n. 23 octombrie 1989, Leningrad, Uniunea Sovietică) este un fotbalist ucrainean care evoluează la Dinamo Kiev în Premier Liga și la echipa națională de fotbal a Ucrainei.